# The Hollywood Reporter
The Hollywood Reporter (THR) is een Amerikaans tijdschrift dat zich richt op de film-, televisie- en amusementsindustrie in Hollywood. Het verschijnt zowel op papier als digitaal. Het tijdschrift werd in 1930 voor het eerst uitgegeven als een dagelijkse vakblad en schakelde in 2010 over naar een wekelijks grootformaat gedrukt tijdschrift. Vanaf 2020 worden de dagelijkse activiteiten van het bedrijf verzorgd door Penske Media Corporation, via een joint venture met Eldridge Industries.

## Geschiedenis
The Hollywood Reporter was een van de eerste tijdschriften die onderwerpen behandelde die verband hielden met de Amerikaanse cinema. Het heeft een aantal prijzen ontvangen en is ook zeer invloedrijk in de filmindustrie.

### 1930–1987
Het eerste nummer van het tijdschrift werd op 3 september 1930 gepubliceerd door William R. "Billy" Wilkerson. De eerste onderwerpen gingen over films, studio's, televisieproducties en Hollywood-acteurs. Vanwege de bekendheid van het tijdschrift werd Wilkerson, een van de meest opvallende personen van het land.
In de jaren dertig wist The Hollywood Reporter zich omringd door verschillende concurrenten, wat hen ertoe bracht nog meer verslaggevers voor het tijdschrift in te huren en verder uit te breiden en zich te concentreren op specifieke onderwerpen.
William Wilkerson overleed in 1962, zijn weduwe Tichi Wilkerson nam zijn functie als uitgever over.

### 1988–2008
Op 11 april 1988 verkocht Tichi Wilkerson Kassel de krant voor $ 26,7 miljoen aan BPI Communications, eigendom van Affiliated Publications. Robert J. Dowling werd THR-president in 1988 en hoofdredacteur en uitgever in 1991. Dowling huurde in 1990 Alex Ben Block in als redacteur. Block en Teri Ritzer dempten veel van de sensatiezucht en vriendjespolitiek die prominent aanwezig waren in de krant onder de Wilkersons. In 1994 werd BPI Communications voor $ 220 miljoen verkocht aan de Verenigde Nederlandse Uitgeverijen (VNU).
In maart 2006 verwierf een private equity-consortium onder leiding van Blackstone en KKR, beide met banden met de conservatieve beweging in de Verenigde Staten, THR samen met de andere activa van VNU. Het voegde zich bij die publicaties met AdWeek en A.C. Nielsen om The Nielsen Company te vormen.
Matthew King, vicepresident voor inhoud en publiek, redacteur Howard Burns en hoofdredacteur Peter Pryor verlieten de krant gedurende een golf van ontslagen in december 2006; redacteur Cynthia Littleton, alom gerespecteerd in de hele branche, rapporteerde rechtstreeks aan Kilcullen. The Hollywood Reporter kreeg opnieuw een klap toen Littleton in maart 2007 haar functie verliet voor een redactiebaan bij Variety. Webredacteur Glenn Abel vertrok ook na 16 jaar bij de krant.
Van 1988 tot 2014 waren Daily Variety en The Hollywood Reporter beide gevestigd op Wilshire Boulevard, langs de Miracle Mile. In maart 2007 overtrof The Hollywood Reporter de Daily Variety door de grootste totale distributie van alle dagelijkse entertainment te bereiken.

### 2009-2019
In december 2009 nam Prometheus Global Media, een nieuw opgericht bedrijf tussen Pluribus Capital Management en Guggenheim Partners, THR over van Nielsen Business Media. Jimmy Finkelstein, algemeen directeur van de moedermaatschappij News Communications, zwoer in het merk te investeren en het bedrijf te laten groeien. Richard Beckman, voorheen van Condé Nast, is benoemd tot CEO.
In 2010 rekruteerde Beckman Janice Min, voormalig hoofdredacteur van Us Weekly, als hoofdredacteur om de bestaande dagelijkse zakenkrant te "ontleden" en opnieuw uit te vinden als een glanzend, breed formaat weekblad. The Hollywood Reporter ging opnieuw van start met een wekelijks gedrukte editie en een vernieuwde website waarmee het nieuws kon brengen. Acht maanden na het eerste rapport nam The New York Times nota van de vele primeurs die THR had gegenereerd, eraan toevoegend dat het nieuwe glossyformaat leek te slagen met zijn "zeldzame demografie", en verklaarde: "Ze slaagden erin van onderwerp te veranderen door wekelijks te gaan ... De grote foto's, de weelderige papiervoorraad en het geweldige ontwerp zijn hier een soort verdovend middel."
In februari 2013 keerde The Times terug naar THR en deed verslag van een feest voor Oscar-genomineerden, dat het tijdschrift had georganiseerd in restaurant Spago in Los Angeles. The Times wees op de menigte van aanwezige beroemdheden en zinspeelde op het feit dat veel Hollywood-insiders THR nu "de nieuwe Vanity Fair" noemden. De advertentieverkoop sinds het aannemen van Min is met meer dan 50% gestegen, terwijl het verkeer naar de website van het tijdschrift met 800% is gestegen.
In januari 2014 werd Janice Min gepromoveerd tot President / Creative Director van Guggenheim Media's Entertainment Group, waar ze toezicht hield op THR en haar zustermerk Billboard. Min wordt vergezeld door co-voorzitter John Amato, verantwoordelijk voor zakelijke initiatieven.
Guggenheim Partners kondigde op 17 december 2015 aan dat het de media-eigendommen van Prometheus zou verkopen aan zijn directeur Todd Boehly. Het bedrijf werd in februari 2017 verkocht aan Eldridge Industries. Op 1 februari 2018 kondigde Eldridge Industries de fusie aan van zijn mediaholdings met Media Rights Capital om Valence Media te vormen.
In februari 2017 kondigde Min aan dat ze haar rol als President / Creative Director die toezicht houdt op The Hollywood Reporter en Billboard zou verlaten om een nieuwe rol bij het moederbedrijf op zich te nemen. Tegelijkertijd werd bekend gemaakt dat voormalig hoofdredacteur Matthew Belloni de functie van hoofdredacteur zou overnemen.

### 2020-heden
In april 2020 liet Belloni na 14 jaar bij het tijdschrift werkzaam te zijn geweest, te gaan aftreden naar aanleiding van recente botsingen met de leiding van het bedrijf over redactionele kwesties. Eind april 2020 noemde The Hollywood Reporter Nekesa Mumbi Moody als de hoofdredacteur, die naar verwachting op 15 juni 2020 zou beginnen. In september 2020 nam Penske Media de dagelijkse activiteiten van Billboard en The Hollywood Reporter over via een joint venture met MRC, bekend als PMRC. De overeenkomst omvatte ook mogelijkheden voor MRC om inhoud te ontwikkelen op basis van de publicaties van PMC.
Op 5 augustus 2022 trok Boehly zich terug uit de MRC-joint venture en kocht hij de activa terug die hij eraan had bijgedragen, waaronder The Hollywood Reporter.

## YoungStar Award
Van 1995 tot 2005 eerde The Hollywood Reporter jonge sterren met de YoungStar Award.